# Taungoo
Taungoo är en stad i Myanmar. Den ligger i regionen Bago, i den centrala delen av landet, 90 km söder om huvudstaden Naypyidaw. Taungoo ligger 56 meter över havet och folkmängden uppgår till nästan 100 000 invånare.

## Geografi
Terrängen runt Taungoo är mycket platt. Runt Taungoo är det ganska tätbefolkat, med 108 invånare per kvadratkilometer. Omgivningarna runt Taungoo är en mosaik av jordbruksmark och naturlig växtlighet.

## Klimat
Savannklimat råder i trakten. Årsmedeltemperaturen i trakten är 25 °C. Den varmaste månaden är april, då medeltemperaturen är 32 °C, och den kallaste är augusti, med 22 °C. Genomsnittlig årsnederbörd är 2 279 millimeter. Den regnigaste månaden är juli, med i genomsnitt 547 mm nederbörd, och den torraste är februari, med 1 mm nederbörd.